# Negishi Eiichi
Negishi Eiichi (根岸 英一 Căn Ngạn Anh Nhất, 14 tháng 7 năm 1935 – 6 tháng 6 năm 2021) là một nhà hóa học người Nhật Bản. Ông nổi tiếng thông qua việc khám phá và phát triển phản ứng Negishi. Negishi dành phần lớn sự nghiệp của mình tại Đại học Purdue, Hoa Kỳ, nơi ông được vinh danh là Giáo sư Danh dự Herbert C. Brown và là Giám đốc của Viện Negishi-Brown. Ông đã được trao Giải Nobel Hóa học năm 2010 cho những nghiên cứu về paladi với vai trò là chất xúc tác trong các phản ứng tổng hợp hữu cơ cùng với Richard Heck và Suzuki Akira.

## Thời niên thiếu và học vấn
Negishi sinh ngày 14 tháng 7 năm 1935 tại thành phố Tân Kinh (nay là Trường Xuân), thủ phủ của Mãn Châu Quốc. Cha của ông là nhân viên của công ty Đường sắt Nam Mãn Châu. Vào năm 1936, do công việc của cha, gia đình Negishi chuyển đến thành phố Cáp Nhĩ Tân và sống tại đây 8 năm. Năm 1943, khi 9 tuổi, Negishi cùng gia đình chuyển đến thành phố Incheon và đến Keijō (nay là Seoul) 1 năm sau đó. Cả hai thành phố trên lúc bấy giờ đều là khu vực Triều Tiên do Nhật Bản chiếm đóng. Vào tháng 11 năm 1945, 3 tháng sau khi Chiến tranh Thế giới thứ hai kết thúc, gia đình Negishi chuyển về sống tại Nhật Bản. Vì là một học sinh xuất sắc, 1 năm trước thời điểm tốt nghiệp trường ngữ pháp, ông đã được nhận vào Trường Trung học Shonan ưu tú . Năm 17 tuổi, ông được nhận vào Đại học Tokyo. Sau khi tốt nghiệp vào năm 1958, Negishi thực tập tại công ty Teijin với công việc là làm nghiên cứu về lĩnh vực hóa học polymer. Ông tiếp tục quá trình học tập của mình tại Hoa Kỳ sau khi giành được Học bổng Fulbright và lấy bằng Tiến sĩ tại Đại học Pennsylvania năm 1963 dưới sự hướng dẫn của giáo sư Allan R. Day.

## Sự nghiệp
Sau khi lấy bằng Tiến sĩ, Negishi quyết định trở thành một nhà nghiên cứu học thuật. Mặc dù hy vọng được công tác tại một trường đại học ở Nhật Bản, ông lại không tìm được công việc nào. Năm 1966, Negishi từ chức tại công ty Teijin và trở thành nghiên cứu viên sau tiến sĩ tại Đại học Purdue. Ông làm việc trong phòng thí nghiệm của Giáo sư Herbert C. Brown, người mà sau này trở thành đoạt giải Nobel Hóa học năm 1979. Từ năm 1968 đến năm 1972, Negishi giữ chức giảng viên tại Đại học Purdue.
Năm 1972, Negishi trở thành Trợ lý Giáo sư (Assistant Professor) tại Đại học Syracuse. Tại đây, ông bắt đầu dành nghiên cứu về các phản ứng sử dụng các kim loại chuyển tiếp như một loại chất xúc tác. Năm 1979, Negishi được thăng chức Phó Giáo sư (Associate Professor). Trong cùng năm, ông trở lại Đại học Purdue với tư cách là Giáo sư (Professor).
Negishi đã khám phá phản ứng ghép cặp giữa các hợp chất kẽm hữu cơ và các halide hữu cơ trong môi trường có paladi hoặc niken làm chất xúc tác để thu được sản phẩm với liên kết C–C giữa 2 hợp chất phản ứng. Phản ứng trên đã được đặt tên là phản ứng Negishi. Ngoài ra, phản ứng ghép cặp này cũng đã giúp ông có được Giải Nobel Hóa học năm 2010. Đồng thời, Negishi cũng xuất bản các báo cáo về phản ứng ghép cặp giữa các hợp chất nhôm hữu cơ và hợp chất zirconi hữu cơ. Negishi không xin cấp bằng sáng chế cho công nghệ ghép cặp này và giải thích lý do của mình như sau: "If we did not obtain a patent, we thought that everyone could use our results easily (tạm dich: nếu chúng tôi không xin cấp bằng sáng chế, chúng tôi nghĩ rằng mọi người đều có thể sử dụng kết quả của chúng tôi một cách dễ dàng". Ngoài ra, chất cơ kim Zr(C5H5)2 thu được bằng cách khử chất (C5H5)2ZrCl2 (Zirconocene Dichloride) cũng được gọi là thuốc thử Negishi - một chất hóa học có thể ứng dụng trong các phản ứng tạo vòng oxy hóa. Công nghệ do Negishi phát triển được ước tính chiếm khoảng 1/4 tất cả các phản ứng sản xuất trong ngành dược phẩm.
Khi Negishi nghỉ hưu vào năm 2019, ông đã xuất bản hơn 400 bài báo học thuật. Ông cam kết thực hiện các quy trình nghiêm ngặt trong phòng thí nghiệm của mình. Đồng thời, ông cũng nhấn mạnh tầm quan trọng của việc lưu trữ hồ sơ kết quả thí nghiệm một cách có tổ chức và toàn diện. Trước khi thực hiện các kỹ thuật tách chất, Negishi yêu cầu sinh viên của ông phải đánh giá và phân tích các hỗn hợp phản ứng thô nhằm giảm thiểu việc mất bất kỳ thông tin khoa học hữu ích nào.

## Vinh danh
Vào ngày 12 tháng 11 năm 2010, Giáo sư Nambu Yoichiro của Đại học Chicago, người đoạt Giải Nobel Vật lý năm 2008, đã đặc biệt xuất hiện tại một buổi lễ được tổ chức để vinh danh Negishi. Cả hai có điểm chung đều là người Nhật Bản đoạt giải Nobel hiện đang sống ở khu vực Trung Tây của Hoa Kỳ và là cựu sinh viên của Đại học Tokyo.

### Giải thưởng
- 1996 – Giải thưởng A. R. Day (giải thưởng của Hiệp hội Hóa học Hoa Kỳ khu vực Philadelphia)
- 1997 – Giải thưởng của Hiệp hội Hóa học Nhật Bản
- 1998 – Giải thưởng Herbert N. McCoy
- 1998 – Giải thưởng của Hiệp hội Hóa học Hoa Kỳ về Hóa học Hữu cơ Kim loại
- 1998–2000 – Giải thưởng Nhà nghiên cứu Cao cấp Alexander von Humboldt
- 2003 – Giải thưởng Sigma Xi, Đại học Purdue
- 2007 – Giải thưởng Yamada–Koga
- 2007 – Huy chương vàng của Đại học Charles, Praha, Cộng hòa Séc
- 2010 – Giải Nobel Hóa học
- 2010 – Giải thưởng Hiệp hội Hóa học Hoa Kỳ cho Công trình sáng tạo trong Hóa học hữu cơ tổng hợp
- 2015 – Giải thưởng Phát triển Bền vững Quốc tế Fray, Hội nghị Thượng đỉnh về Chế biến Công nghiệp Bền vững (SIPS) năm 2015

### Danh dự
- 1960–61 – Học bổng Fulbright–Smith–Mundt
- 1962–63 – Học bổng Harrison tại Đại học Pennsylvania
- 1986 – Học bổng Guggenheim
- 2000 – Giải thưởng Diễn thuyết Sir Edward Frankland
- 2009 – Mời diễn thuyết tại Hội nghị Chuyên đề về Xúc tác Quốc tế Mitsui lần thứ 4 (MICS-4), Kisarazu, Nhật Bản
- 2010 – Huân chương Văn hóa và Người có Công lao Văn hóa
- 2011 – Giải thưởng Sagamore of the Wabash
- 2011 – Huân chương Griffin, Đại học Purdue
- 2011 – Viện sĩ, Viện Hàn lâm Khoa học và Nghệ thuật Hoa Kỳ
- 2011 – Tiến sĩ khoa học danh dự, Đại học Pennsylvania.
- 2012 – Viện sĩ danh dự của Hội Hóa học Hoàng gia (RSC)
- 2014 – Viện sĩ nước ngoài của Viện Hàn lâm Khoa học Quốc gia Hoa Kỳ

## Đời tư và qua đời
Negishi bắt đầu hẹn hò với Suzuki Sumire khi còn đang học năm nhất Đại học. Họ đã gặp nhau tại một dàn hợp xướng của trường mà cả hai đều là thành viên. Cặp đôi thông báo đính hôn vào tháng 3 năm 1958. Negishi và Suzuki kết hôn vào năm sau và có với nhau 2 cô con gái.
Negishi là một người thích chơi piano và chỉ huy dàn nhạc. Chính ông đã biểu diễn chỉ huy một dàn nhạc trong lễ bế mạc hội nghị Pacifichem năm 2015. 

### Mất tích
Vào buổi tối ngày 12 tháng 3 năm 2018, gia đình trình báo Negishi và vợ đã mất tích. Thông qua một giao dịch mua bán được thực hiện trước đó trong cùng ngày, cảnh sát đã xác định rằng cặp đôi này đã rời khỏi nhà của họ ở thành phố West Lafayette, Indiana và đang đi về phía bắc. Vào khoảng 5 giờ sáng ngày hôm sau, các sĩ quan cảnh sát ở Quận Ogle, Illinois đã nhận được một cuộc gọi để kiểm tra tình hình của một người đàn ông lớn tuổi đang đi bộ một mình trên đường ở vùng nông thôn phía nam thành phố Rockford. Khi ông được đưa đến bệnh viện, các sĩ quan xác định người đàn ông trên là chính Negishi và phát hiện ra rằng cảnh sát bang Indiana đang tìm kiếm ông và vợ ông. Một thời gian ngắn sau đó, thi thể của bà Suzuki cùng với chiếc xe của cặp đôi được tìm thấy tại bãi chôn lấp Orchard Hills ở làng Davis Junction. 
Theo một tuyên bố của gia đình, cặp đôi đang lái xe đến Sân bay Quốc tế Rockford để đi du lịch. Tuy nhiên, xe của họ bị kẹt trong con mương trên đường gần bãi chôn lấp. Negishi đã tìm kiếm sự giúp đỡ và được cho là đang trong "acute state of confusion and shock (tạm dịch: trạng thái lú lẫn và sốc cấp tính)". Sở Cảnh sát Quận Ogle cho biết không có nghi ngờ gì trong cái chết của Suzuki, mặc dù nguyên nhân cái chết của bà vẫn chưa được công bố ngay lập tức. Gia đình cho biết bà Suzuki đã gần kết thúc cuộc chiến với căn bệnh Parkinson.
Vào tháng 5 năm 2018, một cuộc khám nghiệm tử thi đã kết luận rằng bà Suzuki qua đời do hạ thân nhiệt. Tuy nhiên, chính căn bệnh Parkinson và tăng huyết áp là những yếu tố nền góp phần khiến bà tử vong. 

### Qua đời
Negishi qua đời tại thành phố Indianapolis, bang Indiana, Hoa Kỳ vào ngày 6 tháng 6 năm 2021. Ông hưởng thọ 85 tuổi. Mặc dù không có lễ tang nào được tổ chức tại Hoa Kỳ, gia đình ông đã lên kế hoạch đưa ông về an nghỉ tại Nhật Bản vào năm 2022.